# Epitheca stella
Epitheca stella là loài chuồn chuồn trong họ Corduliidae. Loài này được Williamson in Muttkowski mô tả khoa học đầu tiên năm 1911.